# Gafanhão
Gafanhão é uma povoação portuguesa do município de Castro Daire que foi sede da extinta freguesia homónima que tinha 7,35 km² de área e 128 habitantes (2011), e, por isso, uma densidade populacional de 17,4 hab/km².
A freguesia de Gafanhão foi extinta em 2013, no âmbito de uma reforma administrativa nacional, tendo sido agregada à de Reriz para formar uma nova freguesia denominada União das Freguesias de Reriz e Gafanhão com a sede em Reriz.
Gafanhão foi vila e sede de concelho entre 1505 e 1834. Este era constituído apenas pela freguesia da sede e tinha, em 1801, 354 habitantes. Depois de suprimido, pertenceu, até 1853, ao também já extinto concelho de Sul.

## População
| População da freguesia de Gafanhão | População da freguesia de Gafanhão | População da freguesia de Gafanhão | População da freguesia de Gafanhão | População da freguesia de Gafanhão | População da freguesia de Gafanhão | População da freguesia de Gafanhão | População da freguesia de Gafanhão | População da freguesia de Gafanhão | População da freguesia de Gafanhão | População da freguesia de Gafanhão | População da freguesia de Gafanhão | População da freguesia de Gafanhão | População da freguesia de Gafanhão | População da freguesia de Gafanhão |
| ---------------------------------- | ---------------------------------- | ---------------------------------- | ---------------------------------- | ---------------------------------- | ---------------------------------- | ---------------------------------- | ---------------------------------- | ---------------------------------- | ---------------------------------- | ---------------------------------- | ---------------------------------- | ---------------------------------- | ---------------------------------- | ---------------------------------- |
| 1864                               | 1878                               | 1890                               | 1900                               | 1911                               | 1920                               | 1930                               | 1940                               | 1950                               | 1960                               | 1970                               | 1981                               | 1991                               | 2001                               | 2011                               |
| 496                                | 528                                | 423                                | 425                                | 491                                | 440                                | 520                                | 527                                | 554                                | 432                                | 309                                | 269                                | 219                                | 177                                | 128                                |

| Distribuição da População por Grupos Etários | Distribuição da População por Grupos Etários | Distribuição da População por Grupos Etários | Distribuição da População por Grupos Etários | Distribuição da População por Grupos Etários | Distribuição da População por Grupos Etários | Distribuição da População por Grupos Etários | Distribuição da População por Grupos Etários | Distribuição da População por Grupos Etários | Distribuição da População por Grupos Etários |
| -------------------------------------------- | -------------------------------------------- | -------------------------------------------- | -------------------------------------------- | -------------------------------------------- | -------------------------------------------- | -------------------------------------------- | -------------------------------------------- | -------------------------------------------- | -------------------------------------------- |
| Ano                                          | 0-14 Anos                                    | 15-24 Anos                                   | 25-64 Anos                                   | > 65 Anos                                    |                                              | 0-14 Anos                                    | 15-24 Anos                                   | 25-64 Anos                                   | > 65 Anos                                    |
| 2001                                         | 16                                           | 12                                           | 69                                           | 80                                           |                                              | 9,0%                                         | 6,8%                                         | 39,0%                                        | 45,2%                                        |
| 2011                                         | 6                                            | 9                                            | 44                                           | 69                                           |                                              | 4,7%                                         | 7,0%                                         | 34,4%                                        | 53,9%                                        |

Média do País no censo de 2001:  0/14 Anos-16,0%; 15/24 Anos-14,3%; 25/64 Anos-53,4%; 65 e mais Anos-16,4%
Média do País no censo de 2011:   0/14 Anos-14,9%; 15/24 Anos-10,9%; 25/64 Anos-55,2%; 65 e mais Anos-19,0%